# 氢氟酸
氢氟酸是氟化氢的水溶液，具有强烈的腐蚀性，纯氟化氢有时也称作无水氢氟酸。

## 生产
实验室中用萤石（氟化钙 CaF2）和浓硫酸来制造氢氟酸。加热到250℃时，这两种物质便反应生成氟化氢。反应方程式为：
{\displaystyle {\rm {CaF_{2}+H_{2}SO_{4}\rightarrow 2HF+CaSO_{4}\,}}}
这个反应生成的蒸气是氟化氢、硫酸和其他几种副产品的混合物。在此之后氟化氢可以通过蒸馏来提纯。工业上的氢氟酸是通过用酸分解磷灰石获得的。
汽车发动机产生的气体中也有氟化氢。这是某些种类橡胶做的皮圈和软管在400℃下反应生成的。

## 性质
氢原子和氟原子间结合的能力相对较强，使得氢氟酸在水中不能完全电离，因此理论上低浓度的氢氟酸是一种弱酸，但是氢氟酸却能够溶解很多其他酸都不能溶解的二氧化硅玻璃。
反应方程式如下：
{\displaystyle {\rm {SiO_{2}+6HF\rightarrow H_{2}[SiF_{6}]+2H_{2}O\,}}}
以上反应分两步进行：
{\displaystyle {\rm {SiO_{2}+4HF\rightarrow SiF_{4}\uparrow +2H_{2}O\,}}}
SiF4易溶于水，与HF继续反应：
{\displaystyle {\rm {SiF_{4}+2HF\rightarrow H_{2}[SiF_{6}]\,}}}
正因如此，它必须储存在塑膠容器中（放在聚四氟乙烯容器中最好）。如果要长期储存，不仅需要密封容器，而且容器应尽可能真空，因为氢氟酸能够溶解绝大多数无机氧化物。

## 用途
由于氢氟酸溶解氧化物的能力，它在铝和铀的提纯中起着重要作用。氢氟酸也用来蚀刻玻璃，半导体工业使用它来除去硅表面的氧化物，在炼油厂中它可以用作异丁烷和丁烷的烷基化反应的催化剂，除去不锈钢表面的含氧杂质的“浸酸”过程中也会用到氢氟酸。
氢氟酸也用于多种含氟有机物的合成，比如特氟隆（聚四氟乙烯），还有氟利昂一类的制冷剂。

## 安全性

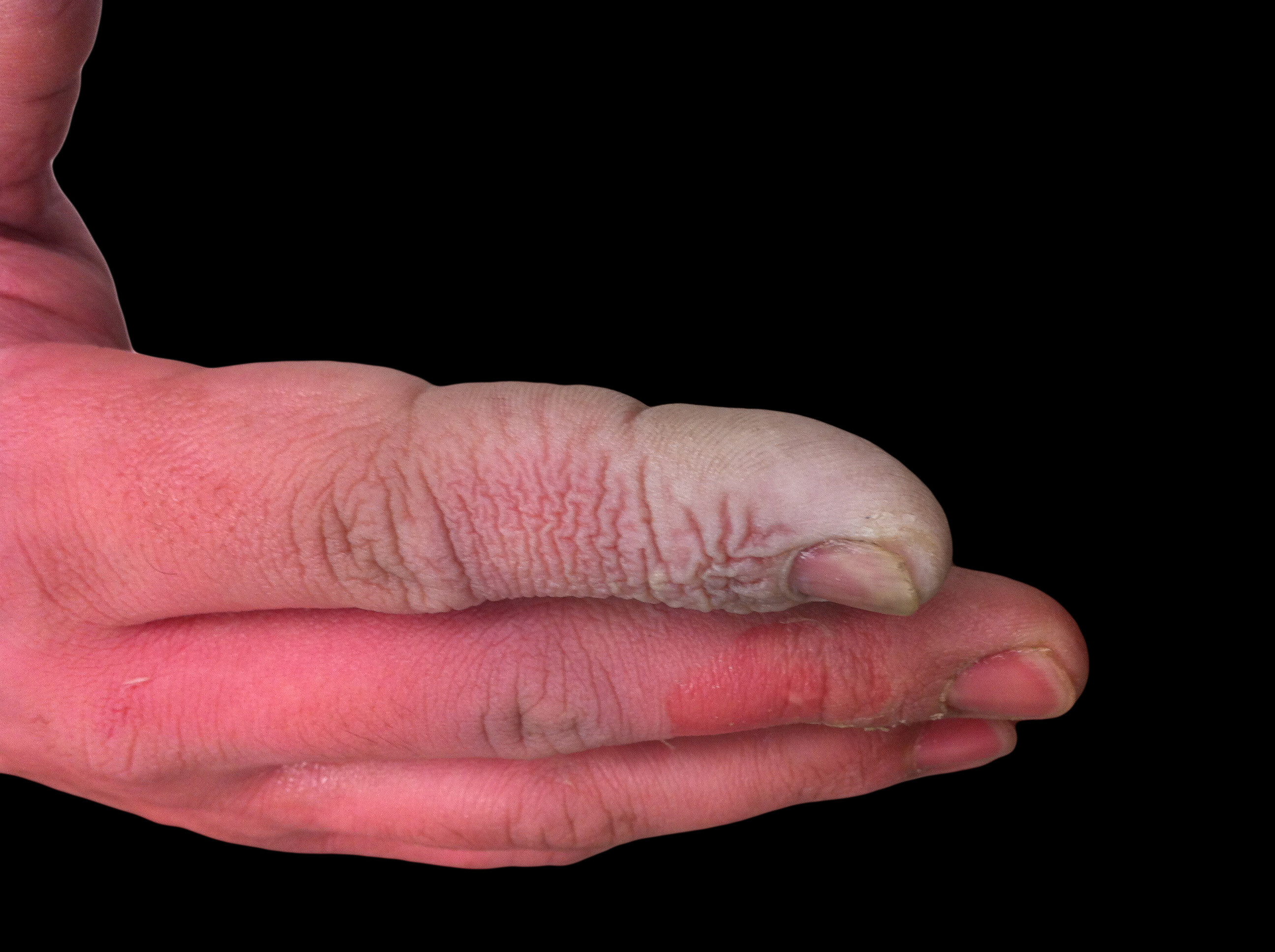
受氫氟酸穿透之示意圖

氢氟酸含有剧毒，在坊間有蝕骨水、化骨水、白骨酸之稱，其所釋出的氟離子腐蝕力很強，會直接穿透組織，與鈣（骨頭，其他器官也會頓時受到永久性傷害）发生反应。接触氢氟酸后的初始救护措施通常先以六氟靈沖洗，在事故地點及時使用，能夠減少送醫後的治療。若現場無六氟靈則先以大量清水沖洗20至30分鐘。如果接触范围过广，又或者延误时间太长的话，医护人员可能会在动脉或周围组织中注射钙盐溶液。但无论如何，接触氢氟酸后必须得到及时并且专业的护理。口服钙剂（如葡萄糖酸钙水溶液）或能中和一部分体内的氟离子。即使能得到及时治疗，身体表面少于10%的面积暴露在氢氟酸中也能致命（身体少于2%的面积暴露在氢氟酸中也有可能是致命的。）吞服高浓度的氢氟酸溶液会导致急性的低血钙症，引致心脏停搏及死亡。
一般说来，骨部最容易因接触氢氟酸而局部中毒。所以暴露于氢氟酸后需要立即物理清理，往往需要到医院拔指甲以减轻毒物累积扩散。